# Sayaka Hirano
Sayaka Hirano (Tochigi, 24 de março de 1985) é uma mesa-tenista japonesa.

## Carreira
Sayaka Hirano representou seu país nos Jogos Olímpicos de 2008, e 2012 na qual conquistou a medalha de prata por equipes.